# بحر البسيط
بَحْرُ البَسِيطِ هو أحد بحور الشعر، وسمي بسيطا (لأنه انبسط عن مدى الطويل، وجاء وسطه فعلن وآخره فعلن).
قيل: سُمِّيَ الْبَسِيْط بهذا الاسم لانبساط أسبابه، أي تواليها في مستهل تفعيلاته السباعية، وقيل: لانبساط الحركات في عَرُوْضه وضربه في حالة خبنهما؛ إذ تتوالى فيهما ثلاث حركات.

## العروض
للبسيط أربع أعاريض وسبعة أضرب:

### العروضالأولى تامة مخبونة ولها ضربان
| لايُعْجِبَنَّ مُضِيمًا حُسْنُ بِزّتهِ * * * وَهَلْ يَرُوقُ دَفينًا جَوْدَةُ الْكَفّنِ | لايُعْجِبَنَّ مُضِيمًا حُسْنُ بِزّتهِ * * * وَهَلْ يَرُوقُ دَفينًا جَوْدَةُ الْكَفّنِ | لايُعْجِبَنَّ مُضِيمًا حُسْنُ بِزّتهِ * * * وَهَلْ يَرُوقُ دَفينًا جَوْدَةُ الْكَفّنِ | لايُعْجِبَنَّ مُضِيمًا حُسْنُ بِزّتهِ * * * وَهَلْ يَرُوقُ دَفينًا جَوْدَةُ الْكَفّنِ | لايُعْجِبَنَّ مُضِيمًا حُسْنُ بِزّتهِ * * * وَهَلْ يَرُوقُ دَفينًا جَوْدَةُ الْكَفّنِ | لايُعْجِبَنَّ مُضِيمًا حُسْنُ بِزّتهِ * * * وَهَلْ يَرُوقُ دَفينًا جَوْدَةُ الْكَفّنِ | لايُعْجِبَنَّ مُضِيمًا حُسْنُ بِزّتهِ * * * وَهَلْ يَرُوقُ دَفينًا جَوْدَةُ الْكَفّنِ | لايُعْجِبَنَّ مُضِيمًا حُسْنُ بِزّتهِ * * * وَهَلْ يَرُوقُ دَفينًا جَوْدَةُ الْكَفّنِ | لايُعْجِبَنَّ مُضِيمًا حُسْنُ بِزّتهِ * * * وَهَلْ يَرُوقُ دَفينًا جَوْدَةُ الْكَفّنِ |
| لايُعْجِبَنَّ مُضِيمًا حُسْنُ بِزّتهِ                                 | لايُعْجِبَنَّ مُضِيمًا حُسْنُ بِزّتهِ                                 | لايُعْجِبَنَّ مُضِيمًا حُسْنُ بِزّتهِ                                 | لايُعْجِبَنَّ مُضِيمًا حُسْنُ بِزّتهِ                                 |                                                        | وَهَلْ يَرُوقُ دَفينًا جَوْدَةُ الْكَفّنِ                              | وَهَلْ يَرُوقُ دَفينًا جَوْدَةُ الْكَفّنِ                              | وَهَلْ يَرُوقُ دَفينًا جَوْدَةُ الْكَفّنِ                              | وَهَلْ يَرُوقُ دَفينًا جَوْدَةُ الْكَفّنِ                              |
| ------------------------------------------------------ | ------------------------------------------------------ | ------------------------------------------------------ | ------------------------------------------------------ | ------------------------------------------------------ | ------------------------------------------------------ | ------------------------------------------------------ | ------------------------------------------------------ | ------------------------------------------------------ |
| لايُعْجِبَنـْ                                               | نَ مُضِيـ                                                 | ـمَنْ حُسْنُ بِزْ                                             | زَتِهِيْ                                                   |                                                        | وَهَلْ يَرُو                                                | قُ دَفِيْـ                                                 | نَنْ جَوْدَةُ لـْ                                             | كَفَنِيْ                                                   |
| /0/0//0                                                | ///0                                                   | /0/0//0                                                | ///0                                                   |                                                        | //0//0                                                 | ///0                                                   | /0/0//0                                                | ///0                                                   |
| مُسْتَفْعِلُنْ                                                | فَعِلُنْ                                                   | مُسْتَفْعِلُنْ                                                | فَعِلُنْ                                                   |                                                        | مُتفعلن                                                 | فَعِلُنْ                                                   | مُسْتَفْعِلُنْ                                                | فَعِلُنْ                                                   |
| سَالِمَة                                                  | مخبونة                                                 | سَالِمَة                                                  | مخبونة                                                 |                                                        | مخبونة                                                 | مخبونة                                                 | سَالِمَة                                                  | مخبون                                                  |

| مَنْ يَفْعَلِ الخَيْرَ لا يَعْدَمْ جَوَازِيَهُ * * * لا يَذْهَبُ العُرْفُ بَيْنَ الله وَالنّاس | مَنْ يَفْعَلِ الخَيْرَ لا يَعْدَمْ جَوَازِيَهُ * * * لا يَذْهَبُ العُرْفُ بَيْنَ الله وَالنّاس | مَنْ يَفْعَلِ الخَيْرَ لا يَعْدَمْ جَوَازِيَهُ * * * لا يَذْهَبُ العُرْفُ بَيْنَ الله وَالنّاس | مَنْ يَفْعَلِ الخَيْرَ لا يَعْدَمْ جَوَازِيَهُ * * * لا يَذْهَبُ العُرْفُ بَيْنَ الله وَالنّاس | مَنْ يَفْعَلِ الخَيْرَ لا يَعْدَمْ جَوَازِيَهُ * * * لا يَذْهَبُ العُرْفُ بَيْنَ الله وَالنّاس | مَنْ يَفْعَلِ الخَيْرَ لا يَعْدَمْ جَوَازِيَهُ * * * لا يَذْهَبُ العُرْفُ بَيْنَ الله وَالنّاس | مَنْ يَفْعَلِ الخَيْرَ لا يَعْدَمْ جَوَازِيَهُ * * * لا يَذْهَبُ العُرْفُ بَيْنَ الله وَالنّاس | مَنْ يَفْعَلِ الخَيْرَ لا يَعْدَمْ جَوَازِيَهُ * * * لا يَذْهَبُ العُرْفُ بَيْنَ الله وَالنّاس | مَنْ يَفْعَلِ الخَيْرَ لا يَعْدَمْ جَوَازِيَهُ * * * لا يَذْهَبُ العُرْفُ بَيْنَ الله وَالنّاس |
| مَنْ يَفْعَلِ الخَيْرَ لا يَعْدَمْ جَوَازِيَهُ                                     | مَنْ يَفْعَلِ الخَيْرَ لا يَعْدَمْ جَوَازِيَهُ                                     | مَنْ يَفْعَلِ الخَيْرَ لا يَعْدَمْ جَوَازِيَهُ                                     | مَنْ يَفْعَلِ الخَيْرَ لا يَعْدَمْ جَوَازِيَهُ                                     |                                                                  | لا يَذْهَبُ العُرْفُ بَيْنَ الله وَالنّاس                                    | لا يَذْهَبُ العُرْفُ بَيْنَ الله وَالنّاس                                    | لا يَذْهَبُ العُرْفُ بَيْنَ الله وَالنّاس                                    | لا يَذْهَبُ العُرْفُ بَيْنَ الله وَالنّاس                                    |
| ---------------------------------------------------------------- | ---------------------------------------------------------------- | ---------------------------------------------------------------- | ---------------------------------------------------------------- | ---------------------------------------------------------------- | ---------------------------------------------------------------- | ---------------------------------------------------------------- | ---------------------------------------------------------------- | ---------------------------------------------------------------- |
| مَنْ يَفْعَلِ لـْ                                                       | ـخَيْرَ لا                                                          | يَعْدَمْ جَوَا                                                         | زِيَهُو                                                             |                                                                  | لا يَذْهَبُ لْـ                                                       | ـعُرْفُ بَيـْ                                                         | ـنَ للاهِ وَنـْ                                                      | ـنَاسِيْ                                                            |
| /0/0//0                                                          | /0//0                                                            | /0/0//0                                                          | ///0                                                             |                                                                  | /0/0//0                                                          | /0//0                                                            | /0/0//0                                                          | /0/0                                                             |
| مُسْتَفْعِلُنْ                                                          | فَاْعِلُنْ                                                            | مُسْتَفْعِلُنْ                                                          | فَعِلُنْ                                                             |                                                                  | مُسْتَفْعِلُنْ                                                          | فَاْعِلُنْ                                                            | مُسْتَفْعِلُنْ                                                          | فَاْعِلْ                                                             |
| سَالِمَة                                                            | سَالِمَة                                                            | سَالِمَة                                                            | مخبونة                                                           |                                                                  | سَالِمَة                                                            | سَالِمَة                                                            | سَالِمَة                                                            | مقطوع                                                            |

### العروض الثانية مجزوءة صَحِيحَة (ويجوز فيها الْخَبْن، والطي) ولها ثلاثة أضرب
| أَهَاكَذَا | باطِلَنْ | عاقَبْتَنِيْ |  | لايَرْحَمُ لـْ | ـلاهُ مَنْ | لايَرْحَمُو |
| //0//0 | /0//0 | /0/0//0 |  | /0/0//0   | /0//0   | /0/0//0 |
| مُتَفْعِلُنْ | فَاْعِلُنْ | مُسْتَفْعِلُنْ |  | مُسْتَفْعِلُنْ   | فَاْعِلُنْ   | مُسْتَفْعِلُنْ |
| مخبونة | سَالِمَة | صحيحة   |  | سَالِمَة     | سَالِمَة   | صحيح    |

| لا تَلْتَمِسْ | وَصْلَتَنْ | مِنْ مُخْلِفِنْ |  | وَلا تَكُنْ | طالِبَنْ | ما لا يُنالْ |
| /0/0//0  | /0//0 | /0/0//0  |  | //0//0  | /0//0 | /0/0//00   |
| مُسْتَفْعِلُنْ  | فَاْعِلُنْ | مُسْتَفْعِلُنْ  |  | مُتَفْعِلُنْ  | فَاْعِلُنْ | مُسْتَفْعِلانْ   |
| سَالِمَة    | سَالِمَة | صحيحة    |  | مخبونة  | سَالِمَة | مُذَيَّل       |

| ما أَطْيَبَ لْ | ـعَيْشَ إلـْ | ـلا أَنْنَهُو |  | عَنْ عاجِلِن | كُلْلُهُوْ | مَتْرُوكُو |
| /0/0//0   | /0//0    | /0/0//0   |  | /0/0//0  | /0//0 | /0/0/0 |
| مُسْتَفْعِلُنْ   | فَاْعِلُنْ    | مُسْتَفْعِلُنْ   |  | مُسْتَفْعِلُنْ  | فَاْعِلُنْ | مُسْتَفْعِلْ |
| سَالِمَة     | سَالِمَة    | صحيحة     |  | سَالِمَة    | سَالِمَة | مَقْطوع  |

### العروض الثالثة مقطوعة
(ويجوز في هذه العروض وفي ضربها الْخَبْن، ولا يجوز في تفاعيله الطي إلا شذوذا) ولها ضرب واحد مِثْلُهَا، مثل:
| فَكُلْلُ ذِيْ | نِعْمَتِنْ | مَخْلُوسُو |  | وَكُلْلُ ذِيْ | أَمَلِنْ   | مَكْذُوبُو |
| //0//0  | /0//0 | /0/0/0 |  | //0//0  | ///0   | /0/0/0 |
| مُتَفْعِلُنْ  | فَاْعِلُنْ | مُسْتَفْعِلْ |  | مُتَفْعِلُنْ  | فَعِلُنْ   | مُسْتَفْعِلْ |
| مخبونة  | سَالِمَة | مَقْطوعة |  | مخبونة  | مخبونة | مَقْطوع  |

### العروض الرابعة مخبونة مقطوعة
ولها ضرب واحد مِثْلُهَا (ويسمَّى مخلع البسيط)، مثل:
| مَنْ كُنْتُ عَنْ عَنْ | بابِهِيْ | غَنِيْيَنْ         |  | فَلآ أُبا | لِيْ إِذا | جَفانِيْ        |
| /0/0//0      | /0//0 | / /0/ 0       |  | / /0//0 | /0//0  | / /0/ 0      |
| مُسْتَفْعِلُنْ      | فَاْعِلُنْ | مُتَفْعِلْ         |  | مُتَفْعِلُنْ  | فَاْعِلُنْ  | مُتَفْعِلْ        |
| سَالِمَة        | سَالِمَة | مخبونة مقطوعة |  | مخبونة  | سَالِمَة  | مخبون مقطوعة |

## ملخص الزحافات والعلل في البحر البسيط
يجوز في حشو البحر الْبَسِيْط:
1. الْخَبْن (حذف الثاني الساكن) فتصبح به (مُسْتَفْعِلُنْ): (مُتَفْعِلُنْ) وتصبح به (فَاْعِلُنْ): (فَعِلُنْ)، وهو زحاف حسن سائغ.
2. الطَّيّ (حذف الرابع الساكن) فتصبح به (مُسْتَفْعِلُنْ):(مُسْتَعِلُنْ)، وهو أيسر احتمالا من الْخَبْل إلا أنه لا يبلغ خفة الْخَبْن.
3. الْخَبْل (حذف الثاني والرابع الساكنين) فتصبح به (مُسْتَفْعِلُنْ):(مُتَعِلُنْ).
4. الْخَزْم (زيادة حرف أو أكثر في أول صدر البيت، أو أول عجزه في بعض البحور، وهو لا يخلو من نفرة).

أما عَرُوْضه وضربه:
1. فيجوز في ضربه المُذَيَّل (زيادة حرف ساكن على ما آخره وتد مجموع) (مُسْتَفْعِلُنْ نْ) الْخَبْن فيصبح (مُتَفْعِلُنْ نْ)، والطَّيّ فيصبح (مُسْتَعِلُنْ نْ)، والْخَبْل (مُتَعِلُنْ نْ).
2. ويجوز في عَرُوْضه المجزوءة الصحيحة (مُسْتَفْعِلُنْ) الْخَبْن فتصبح به (مُسْتَفْعِلُنْ): (مُتَفْعِلُنْ)، والطَّيّ فتصبح به (مُسْتَفْعِلُنْ): (مُسْتَعِلُنْ). وكذلك يجوز في ضربها المجزوء الصحيح.
3. ويجوز في عَرُوْضه المجزوءة المقطوعة (مُسْتَفْعِلْ) الْخَبْن، فتصبح به (مُسْتَفْعِلْ): (مُتَفْعِلْ)، وكذلك يجوز في ضربها المجزوء المقطوع (حذف ساكن الوتد المجموع آخر التفعيلة وتسكين ما قبله).